# Gustav Friedrich (Isenburg und Büdingen)

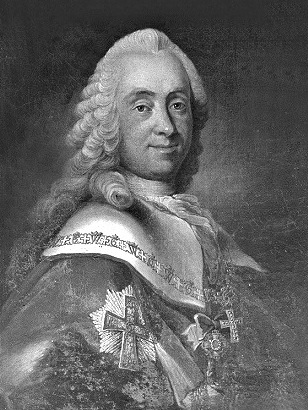
Gustav Friedrich zu Isenburg und Büdingen (1715–1768)

Graf Gustav Friedrich zu Isenburg und Büdingen (* 17. August 1715 in Büdingen; † 12. Februar 1768 in Büdingen) war regierender Graf in Isenburg-Büdingen sowie dänischer General.

## Herkunft
Seine Eltern waren der Graf Ernst Kasimir I. zu Isenburg und Büdingen (* 12. Mai 1687; † 15. Oktober 1749) und dessen Ehefrau Christine Eleonore zu Stolberg-Gedern (* 12. September 1692; † 30. Januar 1745).

## Leben
Der Graf erhielt seine Schulbildung zu Hause und dann auf der Militärakademie in Berlin. Dort erhielt er 1727 vom König die Anwartschaft auf ein Canonikat des Johanniter-Ordens in Halberstadt, das ihm 1735 zugeteilt wurde. Anschließend folgte er seinem Bruder Ludwig Casimir in dänische Dienste. Dort ernannte ihn König Christian VI. 1736 zum Hauptmann der Leib-Kürassier-Garde. 1741/42 war er Brigademajor bei dem dänischen Hilfskorps in Hannover. 1743 wurde er königlicher Generaladjudant. Er stieg dort die Ränge bis zum Generalmajor auf, außerdem erhielt er 1749 den Dannebrogorden.
Sein Bruder Ludwig Casimir verzichtete auf seine Rechte in Isenburg-Büdingen, und so wurde Gustav Friedrich nach dem Tod seines Vaters 1749 regierender Graf in Isenburg-Büdingen. Er heiratete die Gräfin Reventlow und ging mit ihr nach Büdingen.

## Familie
Isenburg heiratete am 21. November 1749 die Gräfin Dorothea Benedikte von Reventlow (* 13. Oktober 1734; † 20. Dezember 1766), eine Tochter des Geheimrats Graf Conrad Detlev von Reventlow (1704–1750). Das Paar hatte mehrere Kinder:
- Frederike Luise (1750–1751)
- Christine Auguste (1752–1752)
- Friedrich (1753–1756)
- Ernst Casimir (1755–1755)
- Christine Wilhelmine (* 24. Juli 1756; † 13. November 1826) ⚭ 1772 Graf Wilhelm Josias II. Leopold zu Waldeck (* 16. Oktober 1773; † 4. Juni 1788)
- Auguste Karoline (* 15. März 1758; † 28. April 1815) ⚭ Franz Karl zu Erbach-Schönberg (* 28. Juli 1724; † 29. September 1788)

Nach dem Tod seiner ersten Frau heiratete er am 5. Dezember 1767 Auguste Frederike zu Stolberg-Wernigerode (* 4. September 1743; † 9. Januar 1783), eine Tochter des Grafen Heinrich Ernst zu Stolberg-Wernigerode. Die Ehe blieb kinderlos, der Graf starb am 12. Februar 1768 nach langem und schweren Leiden.